# Raimondas Januševičius
Raimondas Januševičius (* 1. Mai 1973 in Šakiai) ist ein litauischer linker Politiker, seit 2023 Bürgermeister der Rajongemeinde Šakiai.

## Leben
Von 1989 bis 2004 arbeitete Raimondas Januševičius als Artist im Zirkus. Von 2004 bis 2013 leitete er eine Zirkus-Truppe im Kulturzentrum Šakiai und von 2013 bis 2020 als Direktor das Kulturzentrum Šakiai. 2010 absolvierte er das Bachelorstudium Sport an der Lietuvos kūno kultūros akademija in der zweitgrößten litauischen Stadt Kaunas und wurde Sportlehrer. Nach dem Masterstudium Kunstmanagement 2018 an der Lietuvos muzikos ir teatro akademija in der litauischen Hauptstadt Vilnius wurde er Magister der Kunstwissenschaften.
Seit April 2023 ist er Bürgermeister der Rajongemeinde Šakiai.
Seit 2015 ist Raimondas Januševičius Mitglied von Lietuvos valstiečių ir žaliųjų sąjunga.
Raimondas Januševičius ist verheiratet.